# Schichtpyramide

Pyramide des Djoser

Der Übergang von der Mastaba als Begräbnisstätte der Könige der ersten und zweiten Dynastie hin zur Form der Pyramide fand unter Djoser statt: Ausgehend von einer Mastaba aus kleinformatigen Steinen, die mehrfach erweitert wurde, entstand durch Anfügen mehrerer, nach innen mit einem Winkel von 72° geneigter Schichten mit einer Dicke von jeweils 5 Ellen, deren Höhe von außen nach innen zunahm, die erste Pyramide (Djoser-Pyramide). Äußerlich sind die unterschiedlichen Höhen der Schichten als Stufen zu erkennen, was in der Literatur oft zu der fälschlichen Bezeichnung „Stufenpyramide“ geführt hat.
Lauer hat die Pyramide des Djoser eingehend erforscht und die verschiedenen Bauabschnitte sowie die Baustruktur und die Anzahl der Schichten mit 11 ermittelt.
Die unvollendeten Pyramiden des Sechemchet (Sechemchet-Pyramide) und des Chaba (Chaba-Pyramide), die verschiedenen kleinen Pyramiden, vermutlich aus der Regentschaft des Huni in Edfu-Süd, El-Kula, Ombos, Saujet el-Meitin, Seila, Sinki und Elephantine, sind ebenfalls alle nach dem Prinzip einer Schichtpyramide gebaut: Um einen inneren Kern wurden Steinschichten mit nach innen geneigten Steinlagen angefügt.

Schichten der Pyramide des Snofru in Meidum

Snofru ließ seine erste Pyramide in Meidum Meidum-Pyramide ebenfalls noch in der Schichtbauweise errichten. Sie entstand in mehreren Bauphasen. Die Schichtdicke wurde auf 10 Ellen verdoppelt. Auch die Kultpyramide in Meidum wurde auf diese Weise gebaut. Später erhielt die Pyramide eine waagerecht verlegte Außenverkleidung, die dem Bauwerk erstmals die äußere Form einer „echten“ Pyramide verlieh.
Generell führt die schräge Anordnung der Steinschichten zu einem erhöhten Druck (Gewichtskomponente) schräg nach außen. Bei einem Winkel von ca. 70° beträgt diese 30 % des Gesamtgewichts der Schicht. Bei Senkungen des Untergrunds (Instabilität, zu großer Bodendruck durch das Bauwerk) und infolge von Erdbeben, die auch im Alten Reich häufig auftraten und zum Teil zu schweren Schäden führten, kam es bei verschiedenen Schichtpyramiden zu Verwerfungen und Verschiebung einzelner Schichten. Das Nationale Ägyptische Forschungsinstitut für Astronomie und Geophysik wies im Jahr 2005 in einem neu zusammengestellten Katalog der Erdbeben im Niltal zwischen den Jahren 2200 v. Chr. und 2004 n. Chr., darauf hin.
Nachdem es bereits während des zeitweise zur Meidum Pyramide gleichzeitigen Baus der Knickpyramide in Dahschur Süd zu Setzungs- bzw. Bauschäden kam, wurde spätestens zu diesem Zeitpunkt den damaligen Baumeistern klar, dass aus Stabilitätsgründen ein anderes Bauverfahren für den Pyramidenbau entwickelt und angewendet werden müsse. So wurde eine Änderung beim Verlegen der Steine (waagerecht anstelle von nach innen geneigt) bereits in der oberen Hälfte der Knickpyramide angewendet. 
Die Bauverfahren der nachfolgenden Pyramiden, der Roten Pyramide und der Cheops-Pyramide, wurden sukzessiv verändert: Das Prinzip der waagerechten Steinverlegung und eines stufenförmigen Kernmauerwerks wurde von da an bis zum Ende der 6. Dynastie angewandt.